# Legie „Svoboda Ruska“
Legie „Svoboda Ruska“ (rusky: Легион „Свобода России“, ukrajinsky: Легіон „Свобода Росії“) je legie Ozbrojených sil Ukrajiny, která vznikla v březnu 2022 jako obrana proti ruské invazi v rámci rusko-ukrajinské války. Je složena z dezertérů ruské armády a ruských a běloruských dobrovolníků.
Cílem Legie je odrazit ruskou invazi na Ukrajinu a sesadit režim Vladimira Putina. Je součástí Mezinárodní legie územní obrany Ukrajiny.
Podle Legie se jednotka skládá ze dvou praporů. Oleksij Arestovyč řekl, že „desítky se účastní konfliktů, stovky při výcviku a je až 4000 kandidátů“, a že v červnu 2022 vstoupilo do Legie 250 nových členů.

## Dějiny
Podle UNIAN byla Legie „Svoboda Ruska“ vytvořena z roty ruské armády (přes 100 osob), která dobrovolně přešla na ukrajinskou stranu. Podle velitele roty se 27. února 2022 s pomocí Bezpečnostní služby Ukrajiny přidali na ukrajinskou stranu, aby „chránili Ukrajince před skutečnými fašisty“. Vyzval také své krajany, vojáky ruské armády, aby se připojili k Legii „Svobody Ruska“, aby zachránili vlastní lid a zemi „před ponížením a zničením“.
První dobrovolníci Legie zahájili přípravný výcvik koncem března 2022. Zejména personál legie pod vedením instruktorů z ukrajinských ozbrojených sil studoval zvláštnosti švédsko-britského přenosného protitankového naváděného raketového kompletu s krátkým dosahem NLAW. Velitelé jednotek Svobody Ruska se seznámili s operační situací na frontách.
Oficiální telegramový kanál Legie byl vytvořen 10. března 2022 a jeho první příspěvek vyzýval lidi, aby se připojili k ozbrojenému boji proti „válečnému zločinci Putinovi“. Dne 5. dubna se v kanceláři Interfax-Ukrajina konala konference, na které maskovaní muži v uniformách, kteří se představili jako příslušníci legie a řekli, že do ní vstoupili poté, co byli v ukrajinském zajetí. Odmítli uvést svá jména ("pro bezpečnost"), aby odpověděli, zda se legie hlásí nebo nehlásí ukrajinskému generálnímu štábu, nebo poskytnout jakékoli informace o jejich interakci s Ozbrojenými silami Ukrajiny a neupřesnili informace o ruských jednotkách, ve kterých sloužili. Řekli také, že již zadrželi sabotážní skupiny ruské armády, ačkoli později jejich kanál uvedl, že postoupila do válečné zóny až 29. dubna.
Legie Svoboda Ruska údajně bojovala po boku ozbrojených sil Ukrajiny na Donbasu během ofenzívy na východní Ukrajině. Jednotka údajně také organizuje žhářské a sabotážní akce uvnitř Ruska.
V červnu 2022 vyšlo najevo, že Igor Volobujev, bývalý místopředseda Gazprombank narozený na Ukrajině, který opustil Rusko po vypuknutí invaze, vstoupil do Legie Svobody Ruska.
V ten samý měsíc bylo zveřejněno na oficiálním kanálu Legie na Telegramu (a YouTube) video ruského tanku, který byl údajně zajat Legií. 29. června napsali, že zajali ruského vojáka v oblasti Lysyčansku.
Kolem začátku července Legie údajně učinila prohlášení, že se stáhla z aktivních bojů, přičemž 13. července uvedla, že se stáhla z bojů, aby „obnovila bojeschopnost“. Od té doby oficiální kanál Legie „Svoboda Ruska“ na YouTube natočil několik videí, jak vojáci cvičili.
Dne 31. srpna podepsala Legie „Svoboda Ruska“ spolu s Národní republikánskou armádou a Ruským dobrovolnickým sborem deklaraci o spolupráci v Irpini nazvanou „Irpiňská deklarace“. Organizace se také dohodly na vytvoření politického centra, jehož účelem je zastupovat jejich zájmy před státními orgány různých zemí a organizovat společnou informační politiku v čele s Iljou Ponomarjovem.
Koncem prosince mluvčí, alias Caesar, poskytl rozhovor. Uvádíme čísla legie na „několik stovek“. Řekl, že: "Nebojuji proti své vlasti. Bojuji proti Putinovu režimu, proti zlu... Nejsem zrádce. Jsem skutečný ruský patriot, který myslí na budoucnost své země."
Nastínil, že výběr členů jednotky zahrnuje „několik kol pohovorů, psychologických testů a dokonce i polygraf“, aby byla zajištěna loajalita rekrutů. Poté prošli dvouměsíčním výcvikem, než byli posláni na Donbas. Působí pod ukrajinským velením a zabývají se především dělostřelectvem a propagandou. 'Caesar' řekl, že se přidal, protože jeho manželka je Ukrajinka. Někteří bojují v Bachmutu a jsou považováni za součást širších mezinárodních dobrovolníků v ukrajinských silách.

## Symboly a ideologie
Legie používá bílo-modro-bílou vlajku, kterou používá ruská opozice na rukávovém znaku namísto oficiální vlajky Ruska. Podle manifestu Legie, zveřejněného na jejich telegramovém kanálu v dubnu, „nesou hodnoty Svobodného člověka Nového Ruska – svobodu slova, svobodu projevu, svobodu zvolit si svou budoucnost“. a jejich hlavními cíli je svržení Putinova režimu a „boj za Nové Rusko“. Písmeno L , první písmeno slov Legion a Liberty, používá i Legie jako jeden ze svých symbolů. Na pravém rukávu nosí legie vlajku Ukrajiny (jako ostatní ukrajinské cizinecké legie).
Dne 20. července zveřejnil oficiální kanál Telegram dvě zprávy, ve kterých autoři citovali carského úředníka Pjotra Stolypina  a napsali, že Legie považuje „zachování sjednoceného a nedělitelného Ruska v hranicích roku 1991“ za jednu ze svých cíle a staví se proti separatismu a že „nejvíce ponížený a zbavený volebního práva ze všech národů Ruské federace je ruský lid“. 

## Reakce
Ruská vláda si pravděpodobně všimla zprávy o Legii. Dne 22. června byl zatčen Nikolaj Okhlopkov, místní protiválečný aktivista z Jakutska: úřady ho obvinily, že „chce vstoupit do legie“. Legie své spojení s Ochlopkovem popírá. Dne 14. července Putin přijal nový zákon (spolu s 99 dalšími), podle kterého mohou být ruští občané uvězněni až na 20 let, pokud „přeběhnou na stranu nepřítele během ozbrojeného konfliktu nebo nepřátelství“.
Ruská státní média zřídka zmiňují „Svobodu Ruska“. Například RT má pouze jedno video, které ji zmiňuje.
Bylo učiněno několik tvrzení, že Legie „Svoboda Ruska“ není ve skutečnosti existující formací, ale ukrajinským PR projektem (tuto verzi šíří i státem kontrolovaná ruská média a prokremelské telegramové kanály, které Legii nazývají falešný nebo údajný, že byl vytvořen ukrajinskou rozvědkou), většinou kvůli nedostatku informací.